# Chimoio
Chimoio es la capital de la provincia de Manica, Mozambique.
De acuerdo con el censo de 2007 la ciudad de Chimoio tiene una población de 237.497 habitantes, en un área de 174 km².

## Historia
El primer núcleo urbano del área, fundado en 1893, fue denominado  Vila Barreto, sirviendo de terminal de la línea férrea del puerto de Beira. En 1899 el poder administrativo fue transferido para Chimiala, una población que cambió de nombre por Mandingos y se convirtió en el embrión de la actual ciudad. En 1916 la población recibe el nombre de Vila Pery, en homenaje a João Pery de Lind, gobernador del territorio por la Compañía de Mozambique. Fue elevada a ciudad el 17 de julio de 1969, y el 12 de junio de 1975 adoptó el nombre actual, como resultado de una consulta popular orientado por el primer presidente de Mozambique, Samora Machel. De acuerdo con la tradición oral, el nombre Chimoio deriva de un clan local, el clan Moyo.

## Economía
Situada en el llamado "corredor de Beira", constituido por una carretera y línea férrea que unen al Puerto de Beira con Zimbabue, Chimoio ha tenido desde siempre una gran importancia económica, a pesar de situarse en el interior mozambicano.